# Orongia
Orongia is een geslacht van spinnen uit de  familie van de Orsolobidae.

## Soorten
- Orongia medialis Forster & Platnick, 1985
- Orongia motueka Forster & Platnick, 1985
- Orongia whangamoa Forster & Platnick, 1985